# Heinz A. E. Mantl

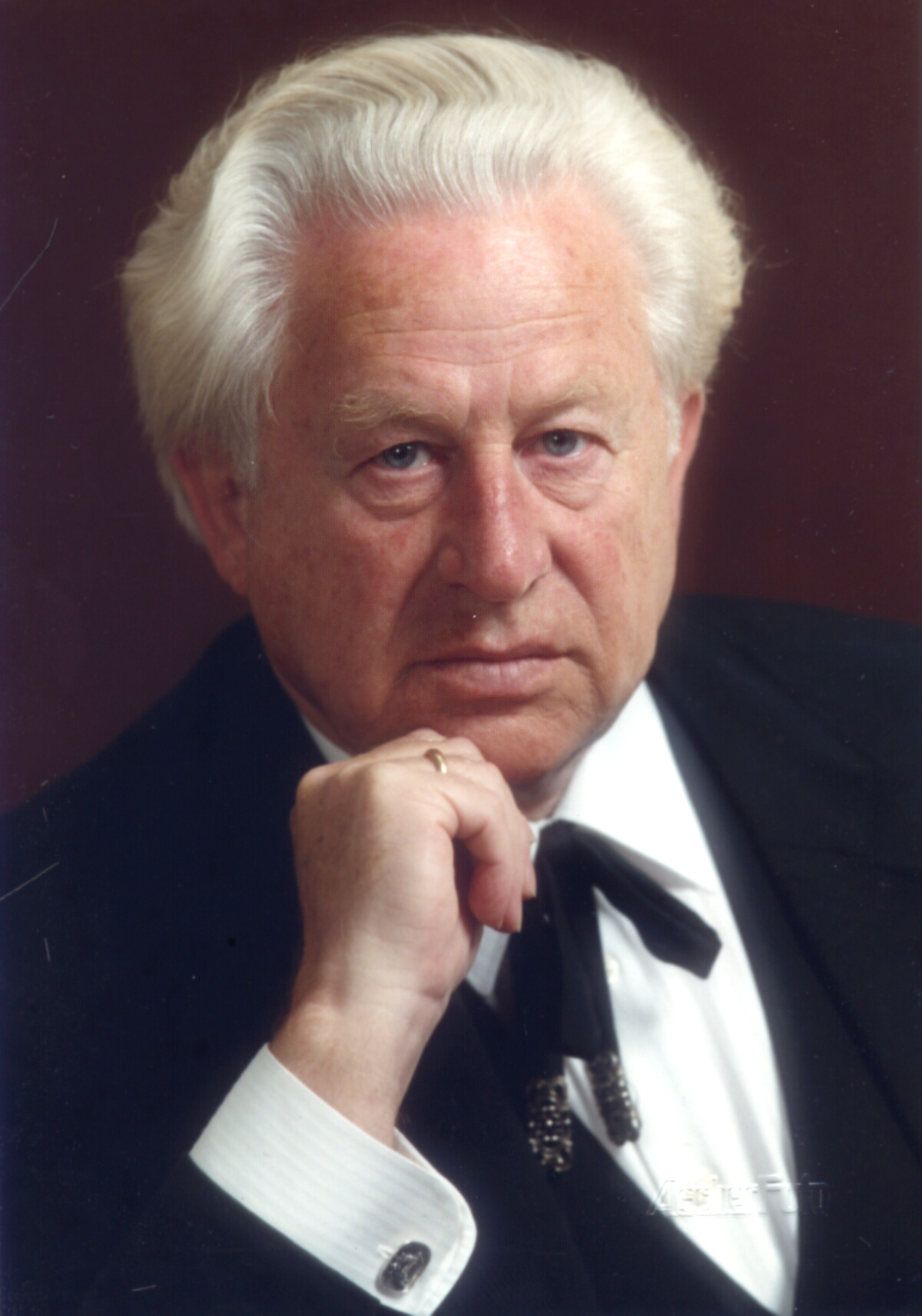
Heinz A. E. Mantl

Heinz A. E. Mantl (* 31. Juli 1921 in Innsbruck; † 1. Oktober 1989 in Kramsach) war ein österreichischer Volkskundler, Initiator des Museum Tiroler Bauernhöfe in Kramsach und ein Sammler von Tiroler Kulturgut.

## Leben
Als Elektromeister in Kramsach wurde er in den 1950er Jahren bei Elektrifizierungsarbeiten gewahr, wie wenig geachtet alte Möbel und Einrichtungsgegenstände bei den Bauern waren. So verstaubten Truhen und Kästen auf Dachböden und in Kellern.
Im Tausch für  elektrische Gerät konnte Mantl  alpenländische Truhen und Kästen erwerben. Im Jahr 1962 wollte er in einem Heimatmuseum in Kramsach diese der Öffentlichkeit zugänglich machen, und zwar im Summerauerhof aus Hart im Zillertal, den er am 24. Oktober 1962 gekauft hatte. Er führte  Gespräche mit dem  Bürgermeister Josef Sailer, aber von Seiten der Gemeinde Kramsach bestand kein Interesse.
Inspiriert von Freilichtmuseen in Europa, allen voran Lillehammer und Oslo, wuchs in ihm die Idee, in Tirol Ähnliches zu errichten. Er besuchte verschiedene Museen Europas und belegte, als außerordentlicher Student, die Fächer Volkskunde (Karl Ilg) und Kunstgeschichte (Emil Lutterotti und  Heinz Makowitz) am Institut für Ur- und Frühgeschichte der Universität Innsbruck.
Da die Errichtung eines Museumsdorfes die finanziellen Möglichkeiten einer einzigen Person weit überstiegen, suchte er Freunde und Mitstreiter. Er wurde belächelt oder als Träumer bezeichnet, und nicht nur einmal musste er, von  einflussreichen Bürgern, vernehmen: »Zu was brauchen wir das hier?«. – Doch er blieb hartnäckig. Bei Exkursionen gewann er so manchen Verbündeten, allen voran seinen Freund Julius Joppich, auch an der Universität konnte er einige Professoren und Studenten für seine Sache gewinnen. Und auch Politiker konnten sich seinen Plänen bald nicht mehr verschließen. Er lud am 19. September 1974 zu einem Stammtischgespräch im Gasthaus Gappen ein. Eindringlich schilderten Hans Gschnitzer und Heinz Mantl, wie wenige original Bauernhäuser in Tirol noch vorhanden seien, und von Jahr zu Jahr würden es immer weniger werden, da die Bauern ihre alten Häuser abreißen müssten, wenn sie öffentliche Hilfe für einen Neubau beanspruchten.
1974 sprach er beim Kulturreferenten  Fritz Prior vor und konnte diesen überzeugen. Er sagte finanzielle Unterstützung aus Kulturmitteln zu. Am 31. Oktober 1974 kam es zur Gründung des »Vereins Museum Tiroler Bauernhöfe« in Kramsach. Baubeginn wurde mit Frühjahr 1975 festgelegt. Haus Summerau, Haus Gwiggen, Backofen, Schrofenaste und ein Haag  waren eine Spende von Heinz Mantl, das war der Grundstein des Museums.
Am 20. November 1974 war  der Beginn der Bauarbeiten. Die Schrofenaste im Zillergrund (Brandberg, Häusling) wurde abgetragen. Ilg sprach von einem historischen Tag. Am 5. September 1975 war  der Wiederaufbau des ersten Gebäudes im Gelände des Museums, die Schrofenaste.
Mantl setzte seine  Kraft für den Aufbau des Museums ein, das heute eine der  touristischen und kulturellen Institutionen des Landes Tirol ist.

## Ehrungen
- 15. August 1978: Verdienstmedaille des Landes Tirol, Landeshauptmann Eduard Wallnöfer
- 28. Juni 1980: Ehrenzeichen der Universität Innsbruck, Rektor Franz Fliri
- 30. Oktober 1981: Ehrenring der Gemeinde Kramsach, Bürgermeister Norbert Gögl
- 15. August 1987: Verdienstkreuz des Landes Tirol, Landeshauptmann Alois Partl.